# Coma dels Llops
La coma dels llops és una coma muntanyenca situada a la parròquia i comú d'Encamp, al sud-est del Principat d'Andorra, i a la zona axial dels Pirineus orientals. S'hi troba el riu d'Ensagents, està sota el pic dels Llops (2.843 m) i prop de la cresta de Pessons.
La coma dels Llops té una orientació NW-SE. El punt més baix és la confluència del riu de la coma dels Llops amb el riu d'Ensagents, a prop de la Solana del Jordà (1.820 m.) a la divisòria de les dues valls. Més amunt de les Planes, la vall s'obre en un terreny abrupte i marcat per la influència glacial. La coma, a la part més meridional, resta tancada per cims que superen els 2.400 m. d'altitud. A la banda solana (est) hi ha dos estanyols situats a 2.331 i 2349 m, enclotats entre el promontori del Meligar i la Solana de la coma dels Llops. Aquests estanyols (gairebé colmatats) resten secs o en forma d'aiguamolls durant l'estiu
A la zona hi ha restes d'antigues construccions de pedra seca residuals de l'activitat ramadera com la cabana de la Pleta de la coma dels Llops i també les restes de dues carboneres.
El topònim és del tot transparent en referència al llop, animal que com l'ós, ambdós extingits a la zona geogràfica als inicis del segle xx, eren presents en aquestes muntanyes.
| Bordes del Castellar (els Cortals) | Solana del Jordà | Vall d'Ensagents                  |
| Cap de Montuell                    |                  | Collades Baixes Obaga d'Ensagents |
| Cap de la Coma dels Llops          | Vall del Madriu  | El Gargantillar                   |